# Asparagus punjabensis
Asparagus punjabensis là một loài thực vật có hoa trong họ Măng tây. Loài này được J.L.Stewart mô tả khoa học đầu tiên năm 1869.